# Туше, Джон, 8-й барон Одли
Джон Туше (англ. John Tuchet; до 1483 — 20 января 1558) — английский аристократ, 8-й барон Одли и 5-й барон Туше с 1512 года. Старший сын Джеймса Туше, 7-го барона Одли, и его первой жены Маргарет Даррелл. Джеймс в 1497 году был казнён за участие в корнуэльском восстании, семейные владения и титулы были конфискованы, но в 1512 году Джон был восстановлен в правах, получил наследство и занял своё место в парламенте. Он был женат на Мэри Гриффин, дочери Джона Гриффина и Эммот Уайтхилл. В этом браке родился сын Джордж (умер в 1560), 9-й барон Одли и 6-й барон Туше.